# ルイス・フォア
ルイス・フォア（ルイス・ファウア、Louis Faurer、Louis Fourer、1916年8月28日-2001年3月2日）は、ポーランド系のアメリカの写真家。主としてファッション写真、ストリート写真の分野で活躍する。いわゆる「New York School」の代表的写真家とされている。
フォアはフィラデルフィアでで生まれた。
1930年代には写真を始め、FSAプロジェクトに影響を受ける。1947年にはニューヨーク、マンハッタンに移り、暗室スタジオを共有したロバート・フランクや、ウォーカー・エバンスに出会った。アレクセイ・ブロドヴィッチやリリアン・バスマンのアシスタントも務めている（ハーパース・バザー）。
彼はその後、フリーの写真家となった。ハーパース・バザー、ライフ、ヴォーグ、フレア（Flair）などの多くの雑誌で活躍する。
1970年代末には再評価を受ける。晩年には、イエール大学などで写真を教えた。
フォアは、21世紀まで生き、2001年にニューヨークで死去した。

## 海外の展覧会
- 2002年の回顧展（Museum of Fine Arts, Houston, Texas）

## 書籍/雑誌
- 雑誌『deja-vu (写真)』第16号・特集「ルイス・フォア／写真と猥褻」（1994年5月）
  - ルイス・フォア──黄昏の光とともに
    - 笠原美智子：再発見されたプライヴェート・ヴィジョン
    - ロバート・フランクからのメッセージ
    - ジェーン・リヴィングストン：ニューヨーク派の中のルイス・フォア
    - 中川政昭：写真術のためのテキストブック
    - ナン・ゴールディン：ストリート・シーンが語るもの